# نادي السيب
نادي السيب العُماني الرياضي نادي كرة قدم عُماني  مقره في ولاية السيب، تأسس عام 1972.ألوان النادي الاساسية هي الأصفر والأخضر ينافس فريق كرة القدم  في الدوري العُماني للمحترفين وهو أعلى دوري كرة القدم في عُمان. الملعب الرسمي للفريق هو ملعب السيب المملوك للحكومة، لكن النادي يمتلك أيضًا ملعبًا خاصا ومعدات رياضية فضلاً عن مرافق التدريب الخاصة به.
في عام 2022 احتل المركز الثالث بفوزهم بالدوري العماني وكأس السلطان قابوس وكأس الاتحاد الآسيوي في نفس العام.

## التأسيس
تأسس نادي السيب في عام 1972 بعد دمج أربعة فرقَ صغيرة مختلفة (الوطن، البطولة، الهلال) في منطقة السيب، و دمج فريق العربي الذي تأسس عام 1971 في حيل العوامر.

## إنجازات
كأس الاتحاد الآسيوي
- البطل (1): 2022.

كأس السلطان للشباب
- البطل (11): 1988، 2003، 2005، 2006، 2007، 2008، 2009، 2012، 2014، 2015، 2016.[2]

كأس السلطان لكرة القدم
- البطل (4): 1996، 1997، 1998، 2022.[2]

- الوصيف (4): 1992، 1994، 2002، 2005.[2]

كأس السلطان للهوكي
- البطل (11): 1989، 1991، 1992، 1993، 1994، 1997،1996، 2001،2000، 2016،2003.

- الوصيف (4): 1995، 2004، 2015، 2017.[3]

الدوري العماني لكرة القدم
- البطل (3): 2020، 2022، 2024.

## وصلات خارجية
- نادي السيب